# 吾妻線
吾妻線（あがつません）は、群馬県渋川市の渋川駅から同県吾妻郡嬬恋村の大前駅を結ぶ、東日本旅客鉄道（JR東日本）の鉄道路線（地方交通線）である。
群馬県北西部にあり、利根川支流の吾妻川により形成された吾妻谷を渋川から西進する路線である。沿線には草津温泉や四万温泉・沢渡温泉・万座温泉・鹿沢温泉・川原湯温泉・尻焼温泉・小野上温泉など、温泉が多く存在し、東京（上野駅）から直通の特急が運行されている。また普通列車も全て上越線経由で新前橋駅または高崎駅から直通している。
以前は、「Suica」などのIC乗車カードは利用できず、JR東日本の関東地方の在来線で唯一東京近郊区間に含まれていなかったが、2014年10月1日より全線が東京近郊区間に含まれ、導入済みの渋川駅に加え中之条駅、長野原草津口駅、万座・鹿沢口駅でSuicaおよびSuicaと相互利用可能なICカードが使用可能になった。ただし、この3駅ではいずれも一部サービスのみの提供となるため、線内区間を含むSuica定期券の発売は行っていない。

## 路線データ
- 区間（営業キロ）：55.3 km
- 管轄（事業種別）：東日本旅客鉄道（第一種鉄道事業者）
- 軌間：1,067 mm
- 駅数：18（起終点駅含む）
  - 吾妻線所属駅に限定する場合、上越線所属の渋川駅が除外され[5]、17駅となる。
- 複線区間：なし（全線単線）
- 電化区間：全線（直流1,500 V）
- 閉塞方式：自動閉塞式（特殊）
- 保安装置：ATS-P
- 最高速度：85 km/h
- 運転指令所：高崎総合指令室 (CTC)
  - 準運転取扱駅（入換時は駅が信号を制御）：渋川駅・小野上駅・中之条駅・長野原草津口駅
- 大都市近郊区間：全線（東京近郊区間）
- IC乗車カード対応駅：渋川駅・中之条駅・長野原草津口駅・万座・鹿沢口駅が利用可能（Suica首都圏エリア）

全線を高崎支社が管轄している。

## 歴史
渋川から中之条までの区間には、本路線が開通する前の1912年（明治45年）に吾妻温泉馬車軌道という馬車鉄道が開業していた。この馬車鉄道はその後吾妻軌道と社名を改め1920年には路面電車となり、そして群馬電力、東京電力（現在の東京電力HDとは別）、東京電燈と経営者が変わりながらも1933年（昭和8年）まで営業を行っていた。
鉄道省は、群馬県吾妻郡六合村（現・中之条町）の日本鋼管（現：JFEホールディングス・JFEスチール）群馬鉄山（1963年閉山）で採掘された鉄鉱石を、同社京浜製鉄所（現・JFEスチール東日本製鉄所京浜地区）のある神奈川県まで輸送し、十五年戦争（支那事変・大東亜戦争・第二次世界大戦）遂行に貢献しようという軍需目的で本路線の建設を計画した。本路線のルートは、規格は普通鉄道なので曲線は少ないながらも、前述の吾妻軌道のルートにほぼ並行する形となっている。一方で、長野原と長野県の真田町（現・上田市）を結ぶ省営自動車の鹿沢菅平線が、1935年（昭和10年）に開通した。
運輸省時代の1945年（昭和20年）、渋川 - 長野原（現・長野原草津口）間が長野原線として開業した（ただし、当時の新聞では開通当初から吾妻線として報道されている。長野原から群馬鉄山のある太子（おおし）までは、日本鋼管の専用線が敷設された。
突貫工事により短期間で完成をみたが、線路がうねるなど劣悪な条件下で脱線が相次いだ。
当初は貨物専用線として開業したが、1946年までに渋川 - 長野原間の旅客営業を順次開始した。
群馬鉄山専用線（長野原 - 太子間）は、1952年（昭和27年）に国鉄に移管され、1954年（昭和29年）に旅客営業を開始した。1963年の群馬鉄山の閉山後、1966年に貨物便運行が廃止、1967年の長野原線電化からも取り残され、1970年（昭和45年）に長野原以西延伸に伴う「長野原駅構内の改築工事」を理由として休止、そのまま列車の運行が再開されることのないまま翌1971年（昭和46年）に路線が廃止された。今でも長野原草津口駅付近の車窓から、廃止された太子支線の鉄橋が見られる。また、太子駅跡は2010年代半ばより中之条町によって復元整備が行われた。太子へは長野原草津口駅から中之条町営バス（旧JRバス関東 花敷線）で行くことができる。
長野原以西は、嬬恋までの予定線が「嬬恋線」として1953年（昭和28年）に鉄道敷設法別表第54号ノ2に加えられ、1961年（昭和36年）には別表第54号ノ3として嬬恋から長野県境を越えて信越本線（現・しなの鉄道北しなの線）の豊野まで延伸する予定が決定。1963年、長野原と嬬恋の間が工事着手された（翌1964年には新規発足した日本鉄道建設公団へ事業承継）。1971年3月7日、大前まで延伸開業、同時に線区名が吾妻線に改称された。しかし、大前 - 豊野間は未着工に終わった。大前 - 豊野間の建設を断念した理由として、当時の国鉄の財政力が弱まっていたこともあるが、それ以前に、土地の事前調査により大前以西の嬬恋村内の地熱が高く（浅間山の影響といわれる）、長大トンネルを掘削して列車を通過させることが危険だという技術的な判断もあったとされる。

### 八ッ場ダム建設に伴う線路付け替え
岩島駅 - 長野原草津口駅間は、八ッ場ダム（やんばダム）の建設によりダム湖（八ッ場あがつま湖）に水没するため、線路の付け替え工事が行われた。
日本一短いトンネルとして知られていた樽沢トンネル（全長7.2 m）は、水没区域外に位置しているものの、新線付け替えに伴い用途廃止となった。川原湯温泉駅は温泉街と同様に西側の高台へ移転し、新たな川原湯温泉駅が設けられた。また、付け替えに伴って掘削される3トンネルのうち、岩島 - 川原湯温泉間における八ッ場トンネルの施工にあたっては日本の鉄道トンネル本坑では初の全断面TBM工法が採用された。
2009年（平成21年）に日本政府の自民党から民主党への政権交代による八ッ場ダム建設中止問題が浮上し、ダム本体建設についての予算は一旦凍結されたが、吾妻線付け替え工事およびダム周辺の道路整備に係る費用は予算計上されており、吾妻線の新線付け替えのための工事は継続して行われた（詳細は「八ッ場ダム」を参照）。
2013年（平成25年）12月18日の「八ツ場ダム水没関係5地区連合対策委員会」において、2014年（平成26年）秋に吾妻線岩島駅 - 長野原草津口駅間を新線に切り替える予定であることが報告され、2014年（平成26年）5月20日にJR東日本高崎支社が吾妻線一部付け替え工事の完了と新設線の運用開始を同年10月1日と発表した。
2014年（平成26年）9月24日をもって岩島駅 - 長野原草津口駅間の旧線での営業を終了した。この日の最終列車通過後に岩島駅 - 長野原草津口駅間の新線への切り替え工事が開始され、翌25日は中之条駅 - 大前駅間を運休して夕方まで切り替え作業が続けられた。9月26日から30日までは渋川駅 - 岩島駅間で列車を営業運転し、岩島駅 - 大前駅間を運休して新線区間で試運転と乗務員訓練を行なった。
この期間（9月25日 - 30日）は中之条駅 - 大前駅間で代行バスが運行された。10月1日から新線経由で岩島駅 - 大前駅間の営業運転を再開。岩島駅 - 長野原草津口駅間の営業キロが新線への切り替えに伴い0.3 km短縮され、吾妻線全線の営業キロは55.3 kmとなった。

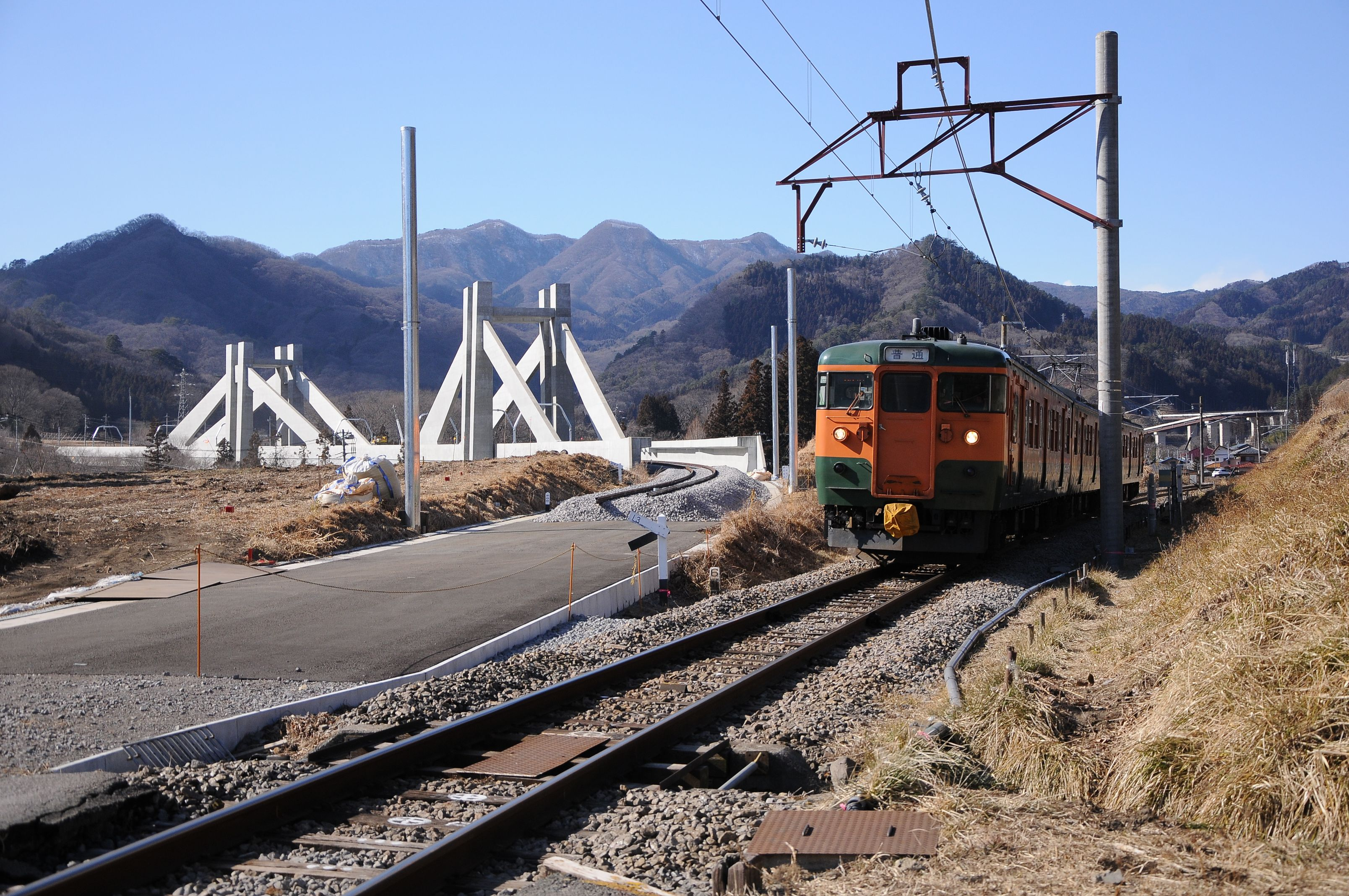
八ッ場ダム建設による線路付け替えに伴う新線（左奥）と旧線との分岐部分（岩島 - 川原湯温泉間）
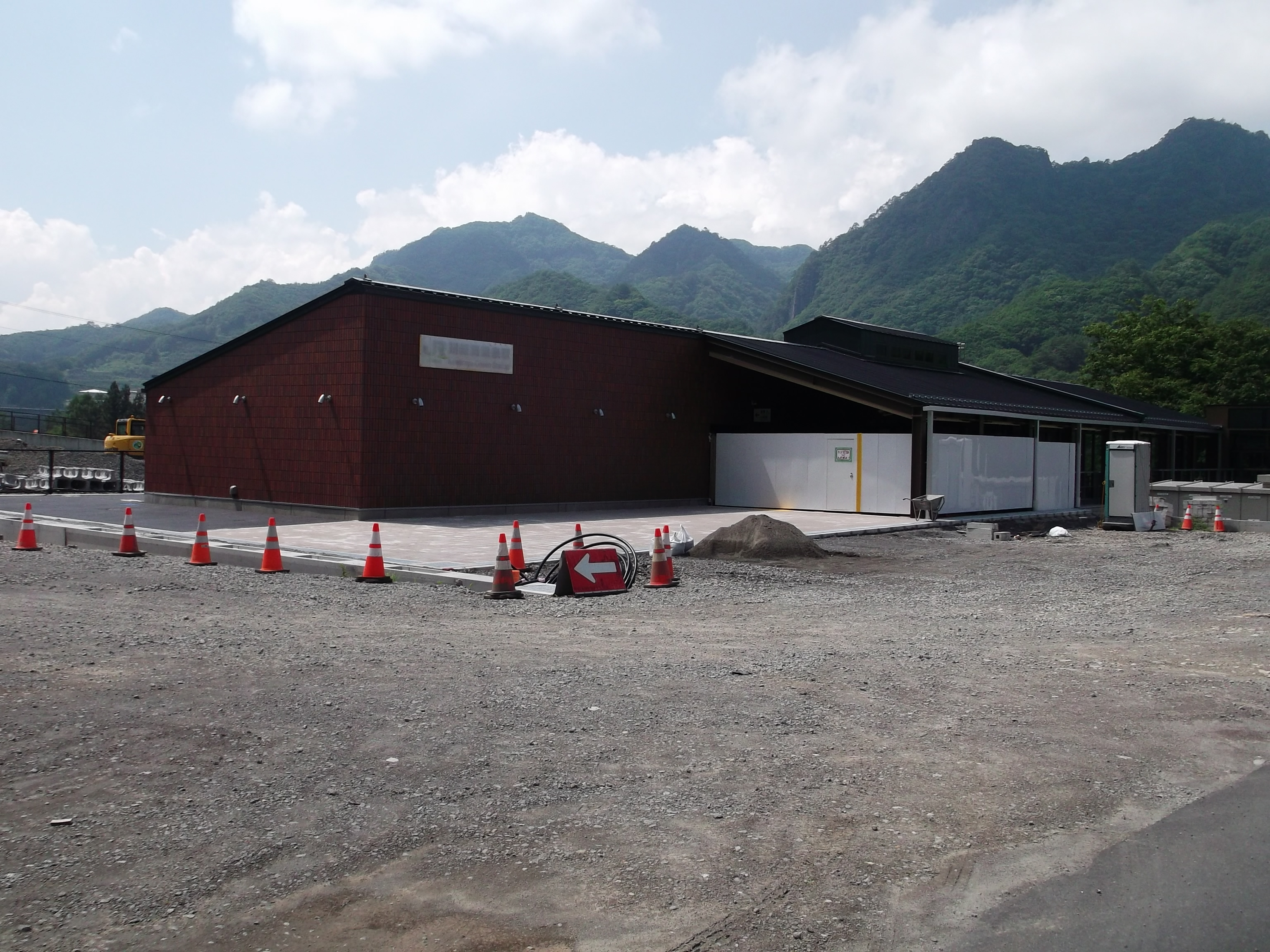
建設中の川原湯温泉駅新駅舎
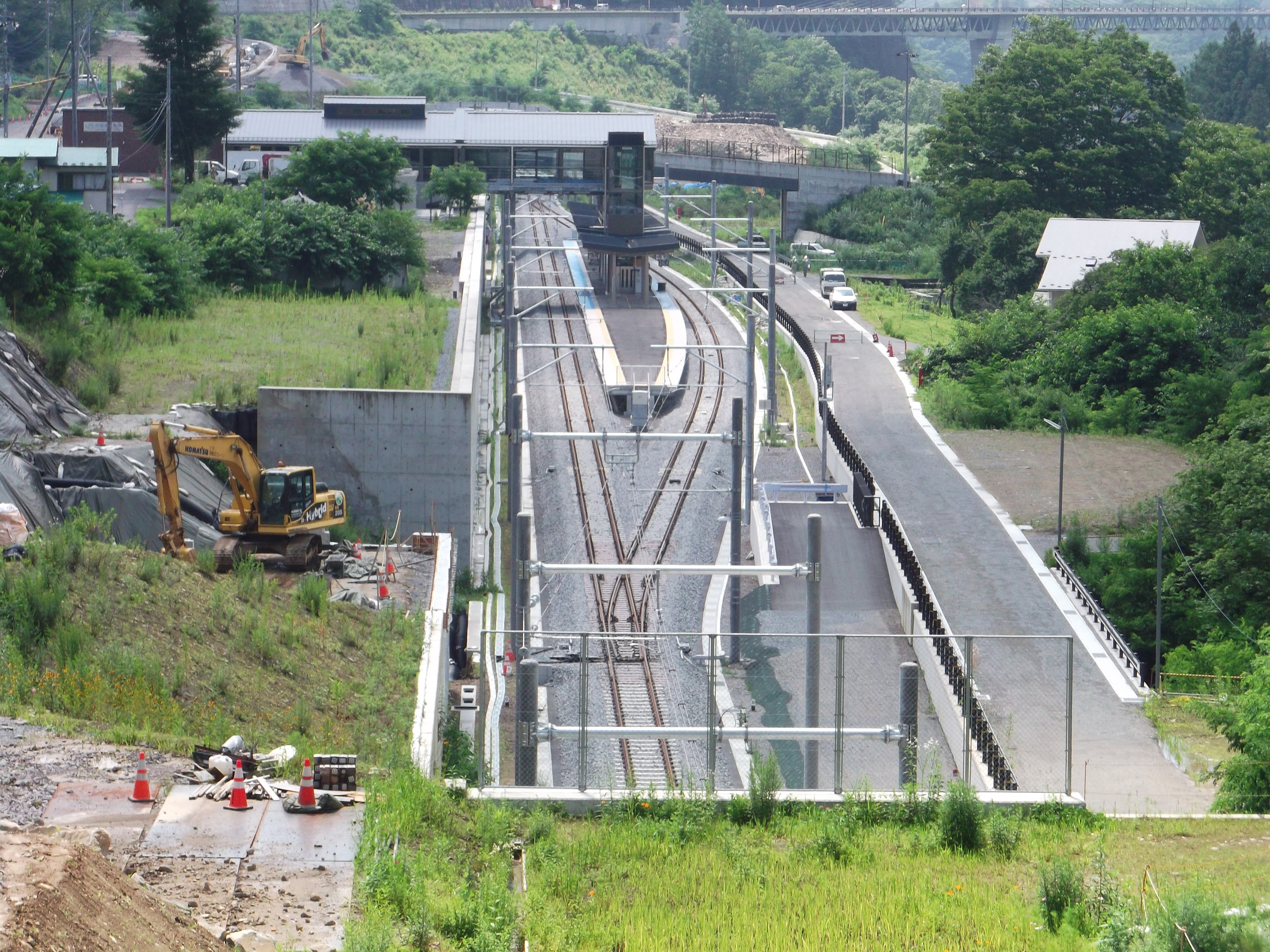
建設中の川原湯温泉駅新ホーム

### 年表
- 1943年（昭和18年）10月：長野原線の工事着工。
- 1945年（昭和20年）
  - 1月2日：渋川駅 - 長野原駅間 (42.4 km) が長野原線として開業[6][2]（貨物営業のみ。日本鋼管群馬鉄山専用線 長野原駅 - 太子駅間も同時開業）。金島信号場・中之条信号場・岩島信号場を開設。長野原駅が貨物駅として開業[19]。
  - 8月5日：渋川駅 - 中之条駅間 (19.8 km) の旅客営業を開始[20]。群馬原町駅が貨物駅として開業。 金島信号場・中之条信号場・岩島信号場を駅に変更（岩島は貨物駅）[19]。
  - 11月20日：中之条駅 - 岩島駅間 (10.7 km) の旅客営業を開始。小野上駅・市城駅が開業。群馬原町駅・岩島駅を貨物駅から一般駅に変更[21][19]。
- 1946年（昭和21年）4月20日：岩島駅 - 長野原駅間 (11.9 km) の旅客営業を開始。郷原駅・川原湯駅が開業。長野原駅を貨物駅から一般駅に変更[22][19]。
- 1952年（昭和27年）10月1日：日本鋼管専用線が国鉄に移管され、長野原線に編入して長野原駅 - 太子駅間 (5.7 km) が開業（貨物営業のみ）。太子駅が貨物駅として開業[23]。
- 1954年（昭和29年）6月21日：長野原駅 - 太子駅間で改キロ (+0.1 km)、川原湯駅 - 長野原駅間で改キロ (-0.1 km)[24]。
- 1956年（昭和31年）11月：旅客列車を気動車化。
- 1959年（昭和34年）
  - 2月10日：祖母島駅が開業[19]。
  - 11月10日：矢倉駅が開業[19]。
- 1961年（昭和36年）9月1日：長野原駅 - 太子駅間 (5.8 km) の旅客営業を開始[25]。
- 1963年（昭和38年）8月：長野原駅 - 大前駅間の延伸工事着工。
- 1966年（昭和41年）10月1日：長野原駅 - 太子駅間 (5.8 km) の貨物営業を廃止[26]。
- 1967年（昭和42年）6月10日：渋川駅 - 長野原駅間を電化[27]。
- 1970年（昭和45年）11月1日：長野原駅 - 太子駅間 (5.8 km) 営業休止[28]。太子駅の営業も休止[19]。
- 1971年（昭和46年）
  - 2月1日：渋川駅 - 川原湯駅間で列車集中制御装置 (CTC) を導入。
  - 3月7日：長野原駅 - 大前駅間 (13.3 km) 延伸開業[2]（羽根尾駅 - 大前駅間 8.9 km は旅客営業のみ）。路線名を長野原線から吾妻線に改称し、渋川駅 - 大前駅間および長野原駅 - 太子駅間に区間を分離[29]。群馬大津駅、羽根尾駅（貨物取扱駅）、袋倉駅、万座・鹿沢口駅、大前駅が開業[19]。全線電化[27]と同時に全線がCTC化された。
  - 5月1日：長野原駅 - 太子駅間 (5.8 km) 廃止。太子駅も廃止[30][19]。
- 1982年（昭和57年）
  - 4月1日：渋川駅 - 羽根尾駅間 (46.7 km) の貨物営業を廃止[31]（高崎操車場 - 小野上駅間の不定期運転の砕石輸送列車は存続）。
  - 11月15日：特急「白根」を定期化して運転開始[32]。
- 1985年（昭和60年）3月14日：特急「白根」を「新特急草津」に改称[33]。
- 1987年（昭和62年）4月1日：国鉄分割民営化に伴い東日本旅客鉄道が承継。
- 1989年（昭和63年）3月11日：107系電車導入[34]。
- 1991年（平成3年）
  - 12月1日：川原湯駅を川原湯温泉駅に、長野原駅を長野原草津口駅に改称[19]。
  - 日時不詳：165系電車全廃。
- 1992年（平成4年）3月14日：小野上温泉駅が開業[19]。
- 2002年（平成14年）12月1日：特急「新特急草津」を「草津」に改称[33]。
- 2014年（平成26年）
  - 9月25日：八ッ場ダム建設に伴う新線切り換え工事のため中之条駅 - 大前駅間を運休し、中之条駅 - 大前駅間で30日までバス代行輸送を行う[17]。
  - 9月26日-30日：中之条駅 - 岩島駅間の営業運転が再開[17]。新線区間での乗務員訓練のため岩島駅 - 大前駅間を運休し、同区間で試運転を実施[9]。
  - 10月1日：岩島駅 - 大前駅間の営業運転が再開[17]。岩島駅 - 長野原草津口駅間の新線切り換えに伴い、川原湯温泉駅が新線上に移転し[10]、同時に同区間を改キロ (-0.3 km)[15]。全線が東京近郊区間に指定され、中之条駅、長野原草津口駅、万座・鹿沢口駅の3駅でSuica等のICカード乗車券が使用可能になる。
- 2016年（平成28年）8月22日：211系電車を導入[35]。初日はA28編成を充当して、高崎駅を夜に出発する549Mから[36]。
- 2017年（平成29年）3月4日：一部列車における上越線内直通区間が高崎駅までから新前橋駅までに短縮。
- 2019年（令和元年）10月13日：令和元年東日本台風（台風19号）の影響で長野原草津口駅 - 大前駅間で長期間運休となる[37]。
- 2020年（令和2年）2月21日：長野原草津口駅 - 大前駅間が運転再開[38][39]。
- 2023年（令和5年）3月18日：特急「草津」を651系からE257系に置き換え、「草津・四万」に改称。
- 2024年（令和6年）3月22日：JR東日本高崎支社が、旅客減少により「鉄道の特性である大量輸送のメリットを発揮できていない」とされる末端区間の長野原草津口駅 - 大前駅間について、群馬県、長野原町および嬬恋村に対し同区間の「沿線地域の総合的な交通体系に関する議論」を申し入れた事を発表した[40]。
- 2026年（令和8年）7月1日（予定）：支社制から事業本部制への再編に伴い、全線の管轄がこれまでの高崎支社から群馬事業本部に変更される[41]。

## 運行形態
渋川駅始発・終着の列車は設定されておらず、全列車が上越線新前橋・高崎方面に直通する。2023年3月18日改正時点のダイヤでは、普通列車が、1日に高崎駅・新前橋駅 - 渋川駅 - 長野原草津口駅間で14往復、長野原草津口駅 - 万座・鹿沢口駅間で下り11本・上り10本、万座・鹿沢口駅 - 大前駅間で下り4本・上り5本（5時間以上運行のない時間帯あり）が運行されている。このほか、上野駅 - 長野原草津口駅間に特急「草津・四万」（2023年3月18日改正で「草津」から改称）が平日に2往復、土曜日・休日に3往復運転されている。
2007年3月18日のダイヤ改正までは、朝7時台に185系で万座・鹿沢口駅から渋川駅まで快速として運転され、渋川駅から特急「草津2号」上野行きになる列車も運転されていた。また、2016年3月26日のダイヤ改正で、万座・鹿沢口駅発着で運転されていた特急「草津」が、万座・鹿沢口方面とは長野原草津口駅で普通列車が接続する形に改められている。

## 使用車両

### 現在の車両
- 電車
  - 高崎車両センター所属
    - 211系

  - 大宮総合車両センター所属
    - E257系2500番台・5500番台 - 特急「草津・四万」で使用。

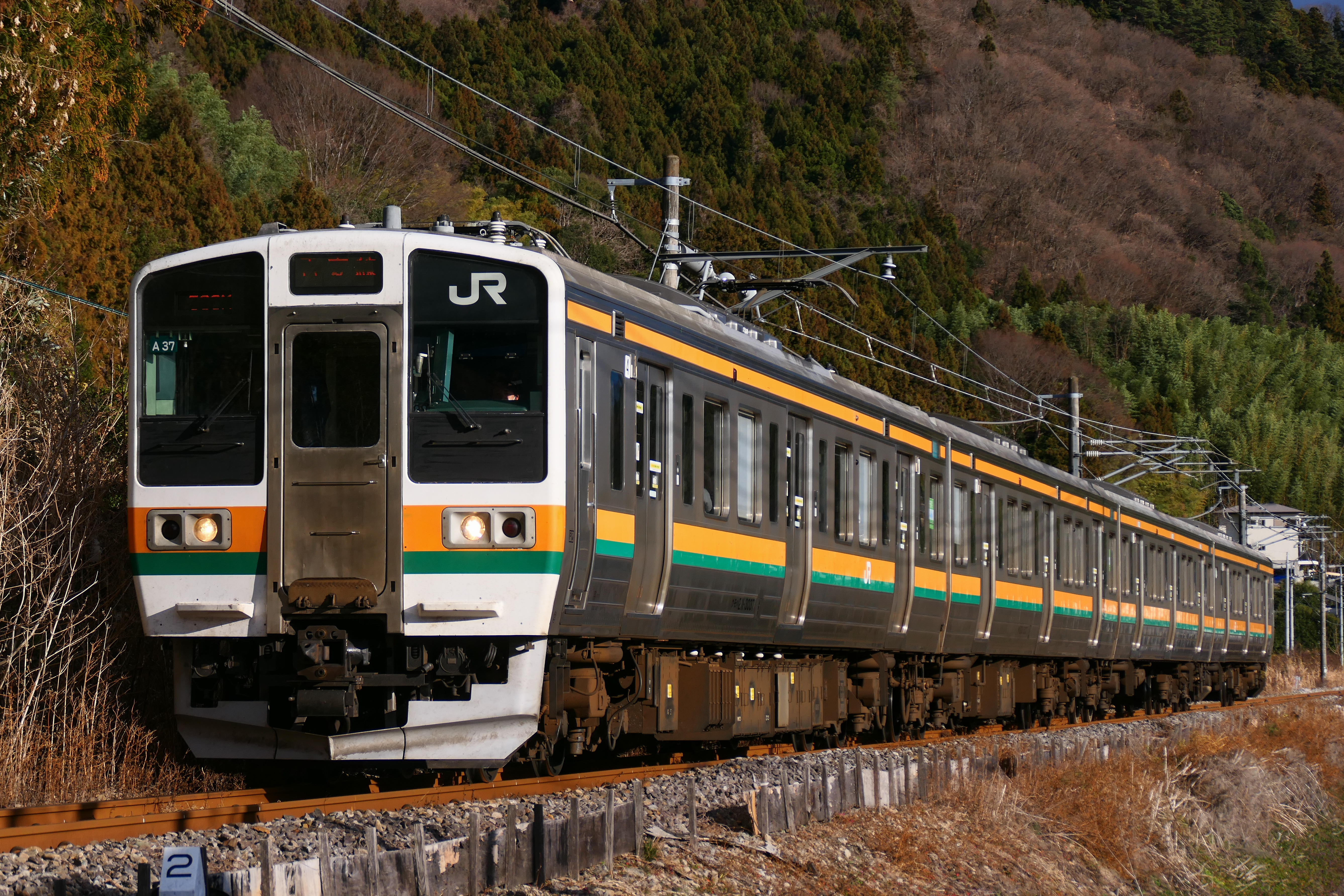
211系3000番台 （2022年12月）
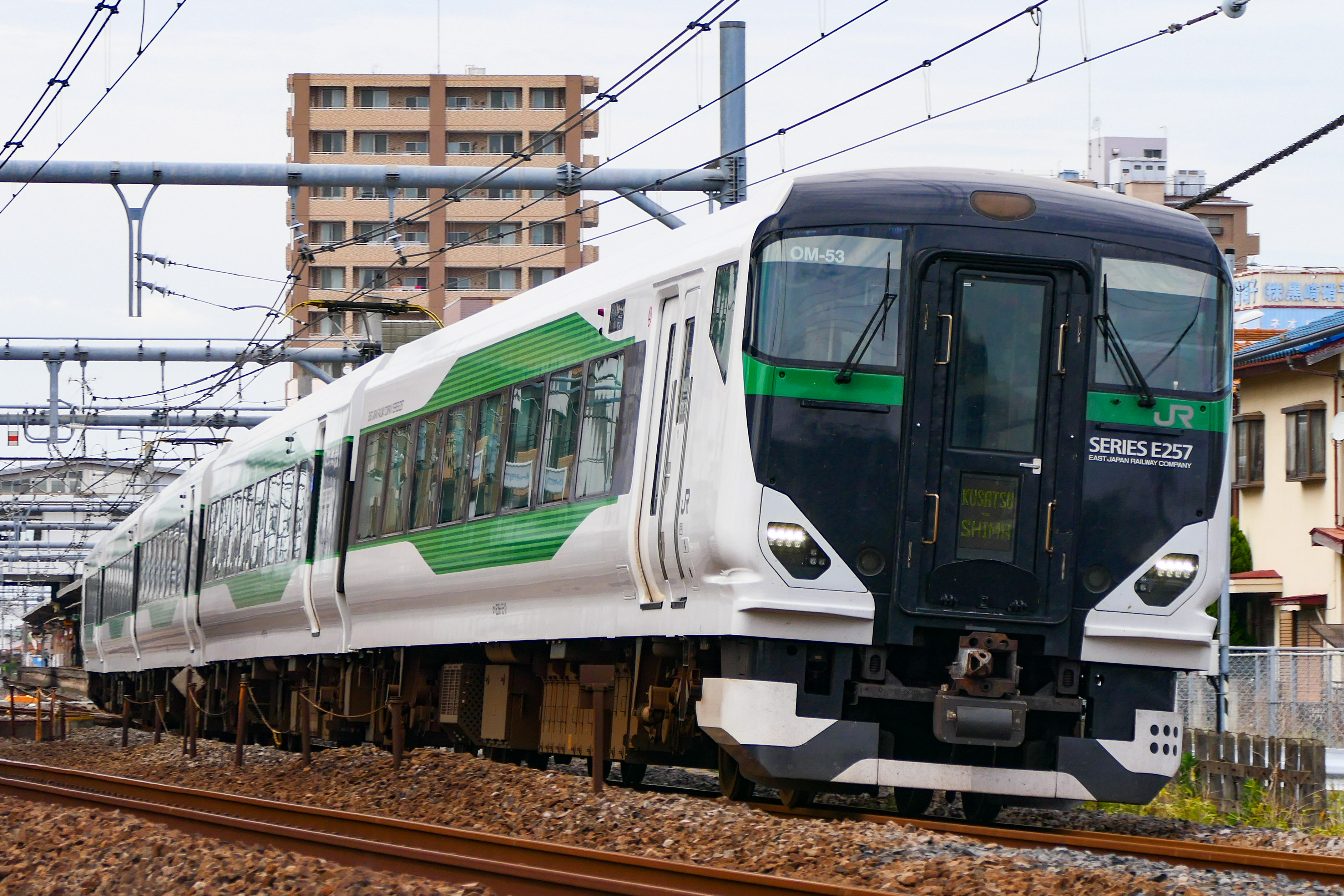
E257系5500番台 （2023年5月）

### 過去の車両
- 電車
  - 80系 - 1960年（昭和35年）4月29日から5月末までの土・日曜日に準急「草津」、1961年（昭和36年）5月6日から6月24日の土・日曜日に準急「上越いでゆ」、同年10月1日から1962年（昭和37年）6月9日まで準急「くさつ」で使用。長野原線時代の当時は非電化のため、C11形蒸気機関車牽引で控車兼電源車のオハユニ71形を本系列4両編成に連結して運転。
  - 40系 - 1978年（昭和53年）3月25日まで使用。
  - 70系（80系からの改造車を含む） - 1978年（昭和53年）3月25日まで使用[43]。
  - 153系 - 1961年（昭和36年）7月から1962年（昭和37年）まで準急「上越いでゆ」（1961年10月1日から「草津いでゆ」に改称）で使用。当時非電化のため、80系と同様に控車兼電源車としてオハユニ71形を連結して蒸気機関車牽引で運転。
  - 165系 - 急行「草津」に使用され、1985年3月14日のダイヤ改正で「草津」が新特急に格上げされたのちは普通列車に使用された。2003年（平成15年）まで運用。
  - 185系 - 2014年まで特急「草津」「草津白根」などで運用。
  - 107系 - 2017年（平成29年）3月のダイヤ改正で吾妻線での運用を終了。
  - 115系 - 2018年（平成30年）3月に運用を終了[44][45]。
  - 651系1000番台 ‐ 特急「草津」で使用。2023年（令和5年）3月に運用を終了。
- 気動車
  - キハ58系 - 1962年（昭和37年）4月28日から準急「草津いでゆ」、同年6月10日から準急「草津」で使用（両列車とも1966年から急行）。1967年7月に165系電車に置き換えられるまで使用。
- 電気機関車
  - EF12形 - 砕石輸送のほか、お座敷列車などの団体専用列車や臨時列車に充当。
  - EF15形 - 1984年（昭和59年）まで使用。貨物列車、砕石輸送列車、団体臨時列車などの牽引に充当。

## 沿線概況
線路は榛名山・浅間山と草津白根山にはさまれた渓谷を通る。また、沿線には落石や土砂崩れなどの災害が起こりやすい場所もあるため、降雨量が一定基準を超えると運転規制がかかり、バスによる代行輸送が行われる。これは、利用者が少ない場合にタクシーになることもある。無人駅の待合室には、不通時に備えて代行バスの発着場所や問い合わせ先が掲示されているほか、遠隔操作により案内放送ができるよう、スピーカーが設けられている。
関東平野の縁を走ってきた列車は、渋川駅から吾妻線へ入り、上越線内では車窓右手に見えていた上州の名山、赤城山に背を向けて西進する。渋川駅を過ぎると家屋もまばらになり、田園風景も目立つようになってくる。吾妻線に入って最初のトンネルを抜けると金島駅に到着する。金島駅を出て上越新幹線の高架橋をくぐり、ほどなく祖母島駅に至り、すぐに利根川の支流である第一吾妻川橋梁を渡る。この橋は歩行者も通れることで有名な橋であり、間近で列車の通過を見ることができる。ここから吾妻川に沿うように走り、行く手には山が折り重なって見える。進むにつれ、車窓左手には川の様子が変わっていく風景が、車窓右手には山々の風景が展開する。2つのトンネルを抜けると、砂利を採取し、砕石を搬出している小野上駅に到着する。小野上駅前の桜は見事で、沿線の春の風物詩でもある。小野上駅を出てトンネルをひとつ抜けると温泉施設の建物が目立つ小野上温泉駅に到着する。
山の中に分け入っていく吾妻線であるが、この区間にはトンネルが無い。小野上温泉駅を過ぎると、渋川市と吾妻郡の境になり、線名にもなっている「吾妻」の地に入ることになる。吾妻川と寄り添いながら田んぼの中の小さな市城駅に到着する。市城駅を出て5分足らずで吾妻郡の中心地中之条町にある中之条駅に到着する。中之条駅は名湯四万温泉や沢渡温泉の玄関口でもある。次の群馬原町駅までは、吾妻川が蛇行していて、吾妻線とはやや離れる。中之条駅を出て四万川（山田川）を高い橋脚の橋梁で渡ると、浅間隠温泉郷の入口ともなっている群馬原町駅である。駅周辺は開発が進み、郊外型店舗が目立つ。群馬原町駅を出ると国道145号がオーバークロスし、列車はゆるやかなカーブを描いて郷原駅に到着する。郷原駅の北側（車窓右手）に見える切り立った岩山は岩櫃山といい、戦国時代にあった岩櫃城跡である。ハイキングコースなどで訪れる人も多く、郷原駅が起点となる。
郷原駅からはトンネルが続く区間になり、2つのトンネルをくぐると矢倉駅に到着する。次の岩島駅までは河岸段丘の上部を走るので、車窓左側に東吾妻町の古い町並みや深い渓谷の様子を見ることができる。矢倉駅を出て3分程度で岩島駅に到着する。
岩島駅から長野原草津口駅までの区間は、八ッ場ダムの本体工事開始に伴い、吾妻線の付け替えのため2014年10月1日に供用開始された区間である。
新線区間はトンネルが77%を占めている。岩島駅を出て1km ほどの地点で左へカーブして第二吾妻川橋梁を24 - 25 ‰の勾配で駆け上がり、橋梁を渡るとすぐに吾妻線では最も長い八ッ場トンネル（延長=4,489m）に入る。ここからはダムにより形成された八ッ場あがつま湖の南側を通過する形となり、八ッ場トンネルを抜けると川原湯温泉駅に到着する。川原湯温泉駅を出るとすぐに川原湯トンネルに入り、白岩沢橋梁を過ぎて横壁トンネルを抜け、第三吾妻川橋梁を渡り、草津温泉、花敷温泉への玄関駅である長野原草津口駅に到着する。
岩島駅 - 長野原草津口駅間の旧線区間は、断続的に続くトンネルの狭間で吾妻川が形成する吾妻渓谷の自然美を車窓から楽しむことができた。日本一短いトンネルであった「樽沢トンネル」は、この区間で通過していた。旧線の川原湯温泉駅は現在の八ッ場あがつま湖内に位置し、ほぼ開業時のままの木造平屋建てで、吾妻線で唯一残っていた木造駅舎であった。川原湯温泉駅 - 長野原草津口駅間の車窓左手に丸い岩が見えた。これは戦国時代に丸岩城（まるいわじょう）があったところで、丸岩城趾と呼ばれている。断続するトンネルを抜けて、現在の第三吾妻川橋梁が左に見えると長野原草津口駅に到着した。
長野原草津口駅を出ると太子方面への支線の廃線跡が分岐する（支線については「太子駅」を参照）。ここから先は1971年（昭和46年）に延伸開業した区間で、起伏がある地形を走るため、トンネルをくぐったり、並行する道路の上を通過したりする。群馬大津駅はトンネルを抜けたところにあり、集落の中心からやや離れている静かな駅である。トンネルをひとつくぐって、元貨物駅で側線もあり広い構内を持つ羽根尾駅に到着する。羽根尾駅を出ると一層山の中に入っていく。袋倉駅はトンネルに挟まれた小さな駅で、集落の端に位置する。万座・鹿沢口駅は嬬恋村の玄関口で万座温泉、鹿沢温泉、浅間高原などへの起点となる。吾妻川は渓谷から河原の様相を見せる。嬬恋村の商業の中心となる三原地区の様子や町並みが車窓右手に広がる。万座・鹿沢口駅を出ると、蛇行して流れている吾妻川と絡み合うようにして吾妻線の終点、行き止まりの大前駅に到着する。並行する国道144号は高度を上げていくが、吾妻線はゆるやかな勾配であるため、大前駅は国道や集落よりも低い場所に位置している。

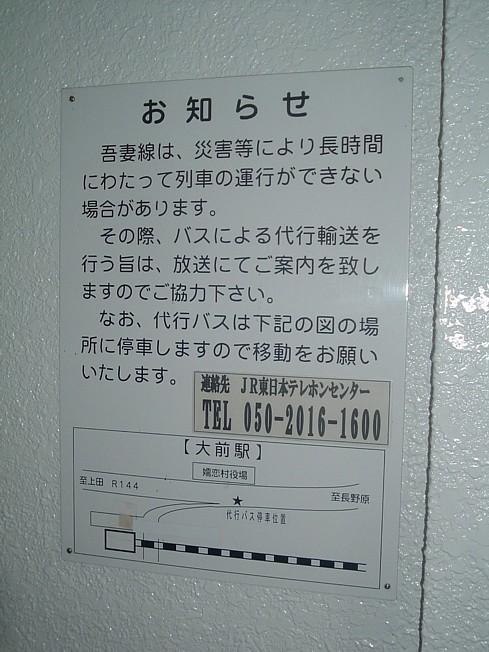
大前駅の待合室に掲示されている不通時の案内板
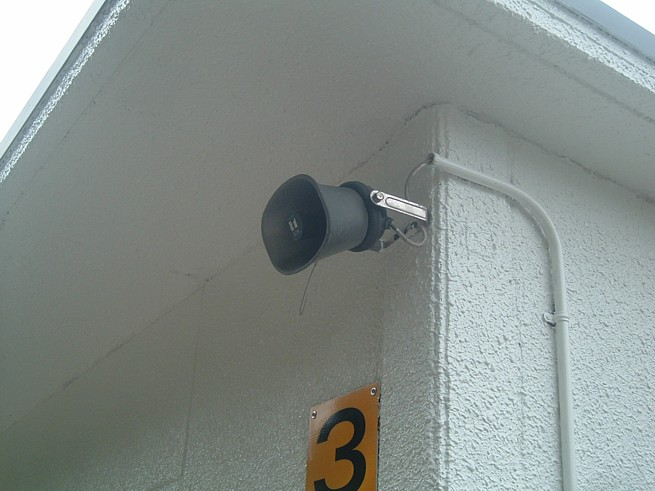
大前駅に設置された、不通時に案内放送を流すスピーカー

## 駅一覧
便宜上、すべての列車が乗り入れる上越線の新前橋駅 - 渋川駅間も合わせて記載する。
- 累計営業キロは渋川駅起算。
- 普通列車はすべての駅に停車。特急列車停車駅は「草津・四万」を参照
- 線路（全線単線） … ◇・∨：列車交換可、△：交換列車の一方が長野原草津口発着の場合に限り列車交換可、｜：列車交換不可、||：複線区間（上越線区間のみ）
- 全駅群馬県内に所在。
- 駅名・営業キロ・接続路線は『JTB時刻表』（JTBパブリッシング）、今尾恵介監修『日本鉄道旅行地図帳』3号 関東1（新潮社、2008年）[19]、駅名・各駅所在地はえきねっと[3]による。

| 路線名                        | 駅名                            | 営業キロ | 営業キロ | 接続路線                                     | 線路   | 所在地   | 所在地 |
| 路線名                        | 駅名                            | 駅間     | 累計     | 接続路線                                     | 線路   | 所在地   | 所在地 |
| ----------------------------- | ------------------------------- | -------- | -------- | -------------------------------------------- | ------ | -------- | ------ |
| 上越線                        | 新前橋駅                        | 3.3      | 13.8     | 東日本旅客鉄道：■上越線（高崎方面）・■両毛線 | \|\|   | 前橋市   | 前橋市 |
| 上越線                        | 群馬総社駅                      | 4.8      | 9.0      |                                              | \|\|   | 前橋市   | 前橋市 |
| 上越線                        | 八木原駅                        | 5.6      | 3.4      |                                              | \|\|   | 渋川市   | 渋川市 |
| 上越線                        | 渋川駅 （伊香保温泉・榛名湖口） | 3.4      | 0.0      | 東日本旅客鉄道：■上越線（水上方面）          | ∨      | 渋川市   | 渋川市 |
| 吾妻線                        | 渋川駅 （伊香保温泉・榛名湖口） | 3.4      | 0.0      | 東日本旅客鉄道：■上越線（水上方面）          | ∨      | 渋川市   | 渋川市 |
| 金島駅                        | 5.5                             | 5.5      |          | ◇                                            |        | 渋川市   | 渋川市 |
| 祖母島駅                      | 2.2                             | 7.7      |          | ｜                                           |        | 渋川市   | 渋川市 |
| 小野上駅                      | 4.2                             | 11.9     |          | ◇                                            |        | 渋川市   | 渋川市 |
| 小野上温泉駅                  | 1.8                             | 13.7     |          | ｜                                           |        | 渋川市   | 渋川市 |
| 市城駅                        | 2.7                             | 16.4     |          | ｜                                           | 吾妻郡 | 中之条町 |        |
| 中之条駅 （四万・沢渡温泉口） | 3.4                             | 19.8     |          | ◇                                            | 吾妻郡 | 中之条町 |        |
| 群馬原町駅                    | 3.1                             | 22.9     |          | ｜                                           | 吾妻郡 | 東吾妻町 |        |
| 郷原駅                        | 3.4                             | 26.3     |          | ◇                                            | 吾妻郡 | 東吾妻町 |        |
| 矢倉駅                        | 1.7                             | 28.0     |          | ｜                                           | 吾妻郡 | 東吾妻町 |        |
| 岩島駅                        | 2.5                             | 30.5     |          | ◇                                            | 吾妻郡 | 東吾妻町 |        |
| 川原湯温泉駅                  | 6.5                             | 37.0     |          | ◇                                            | 吾妻郡 | 長野原町 |        |
| 長野原草津口駅                | 5.0                             | 42.0     |          | △                                            | 吾妻郡 | 長野原町 |        |
| 群馬大津駅                    | 2.2                             | 44.2     |          | ｜                                           | 吾妻郡 | 長野原町 |        |
| 羽根尾駅                      | 2.2                             | 46.4     |          | ◇                                            | 吾妻郡 | 長野原町 |        |
| 袋倉駅                        | 2.9                             | 49.3     |          | ｜                                           | 吾妻郡 | 嬬恋村   |        |
| 万座・鹿沢口駅                | 2.9                             | 52.2     |          | ｜                                           | 吾妻郡 | 嬬恋村   |        |
| 大前駅                        | 3.1                             | 55.3     |          | ｜                                           | 吾妻郡 | 嬬恋村   |        |

2022年度の時点で、JR東日本自社による乗車人員集計の対象駅（上越線乗り入れ区間を除く）は、渋川駅・中之条駅・長野原草津口駅の3駅である。それ以外の駅は完全な無人駅（年度いっぱいで無人となった駅を含む）のため集計対象から外されている。

### 廃止区間
- この区間は全駅群馬県吾妻郡内に所在。
- 駅名・市町村名は当区間廃止時点のもの。

| 駅名     | 営業キロ | 接続路線           | 所在地                  |
| -------- | -------- | ------------------ | ----------------------- |
| 長野原駅 | 0.0      | 吾妻線（渋川方面） | 長野原町                |
| 太子駅   | 5.8      |                    | 六合村 （現・中之条町） |

1. ↑  営業時の路線名は長野原線であったが当区間休止時に当区間含め吾妻線に改称。
2. ↑  大前方面は当区間営業時は未開業。

## 利用状況

### 平均通過人員・旅客運輸収入
各年度の平均通過人員、旅客運輸収入は以下のとおりである。
| 年度                   | 平均通過人員（人/日） | 平均通過人員（人/日） | 平均通過人員（人/日） | 旅客運輸収入（万円） | 出典   |
| 年度                   | 全線                  | 渋川 - 長野原草津口   | 長野原草津口 - 大前   | 旅客運輸収入（万円） | 出典   |
| ---------------------- | --------------------- | --------------------- | --------------------- | -------------------- | ------ |
| 1987年度（昭和62年度） | 3,304                 | 4,506                 | 791                   |                      | [ 50 ] |
| 2009年度（平成21年度） | 2,621                 | 3,269                 | 560                   |                      | [ 50 ] |
| 2010年度（平成22年度） | 2,504                 | 3,108                 | 582                   |                      | [ 50 ] |
| 2011年度（平成23年度） | 2,363                 | 2,934                 | 547                   |                      | [ 50 ] |
| 2012年度（平成24年度） | 2,438                 | 3,023                 | 578                   |                      | [ 50 ] |
| 2013年度（平成25年度） | 2,406                 | 2,991                 | 545                   | 60,300               | [ 50 ] |
| 2014年度（平成26年度） | 2,374                 | 2,973                 | 482                   |                      | [ 51 ] |
| 2015年度（平成27年度） | 2,416                 | 3,043                 | 436                   |                      | [ 51 ] |
| 2016年度（平成28年度） | 2,391                 | 3,027                 | 383                   |                      | [ 52 ] |
| 2017年度（平成29年度） | 2,376                 | 3,008                 | 379                   | 62,000               | [ 52 ] |
| 2018年度（平成30年度） | 2,327                 | 2,949                 | 364                   |                      | [ 53 ] |
| 2019年度（令和元年度） | 2,206                 | 2,803                 | 320                   |                      | [ 53 ] |
| 2020年度（令和02年度） | 1,493                 | 1,891                 | 236                   |                      | [ 53 ] |
| 2021年度（令和03年度） | 1,702                 | 2,160                 | 255                   | 40,300               | [ 53 ] |
| 2022年度（令和04年度） | 1,932                 | 2,461                 | 263                   | 53,200               | [ 54 ] |
| 2023年度（令和05年度） | 1,937                 | 2,468                 | 260                   | 55,300               | [ 55 ] |

### 収支・営業係数
平均通過人員が2,000人/日未満の線区（長野原草津口駅 - 大前駅間）の収支（運輸収入、営業費用）、営業係数、収支率は以下のとおりである。▲はマイナス（赤字）を意味する。
なお、2019 - 2022年度（令和元 - 4年度）は2019年度（令和元年度）の平均通過人員が2,000人/日未満の線区が開示対象となっていたが、2023年度（令和5年度）は同年度の平均通過人員が2,000人/日未満の線区が開示対象となっている。
| 年度                   | 収支（百万円） | 収支（百万円） | 収支（百万円） | 営業 係数 （円） | 収支率 | 出典   |
| 年度                   | 運輸 収入      | 営業 費用      | 計             | 営業 係数 （円） | 収支率 | 出典   |
| ---------------------- | -------------- | -------------- | -------------- | ---------------- | ------ | ------ |
| 2019年度（令和元年度） | 20             | 485            | ▲465           | 2,367            | 4.2%   | [ 56 ] |
| 2020年度（令和02年度） | 12             | 472            | ▲460           | 3,861            | 2.6%   | [ 56 ] |
| 2021年度（令和03年度） | 14             | 501            | ▲486           | 3,445            | 2.9%   | [ 57 ] |
| 2022年度（令和04年度） | 17             | 480            | ▲463           | 2,759            | 3.6%   | [ 58 ] |
| 2023年度（令和05年度） | 17             | 512            | ▲494           | 2,870            | 3.5%   | [ 59 ] |